# Санта-Роза (Риу-Гранди-ду-Сул)
Санта-Роза (порт. Santa Rosa) — муниципалитет в Бразилии, входит в штат Риу-Гранди-ду-Сул. Составная часть мезорегиона Северо-запад штата Риу-Гранди-ду-Сул. Входит в экономико-статистический микрорегион Санта-Роза. Население составляет 64 113 человек на 2007 год. Занимает площадь 489,805 км². Плотность населения — 142,9 чел./км². В муниципалитете есть община потомков русских эмигрантов (волна эмиграции начала XX века), есть православная церковь в честь апостолов Петра и Павла.

## История
Город основан 10 августа 1931 года.

## Статистика
- Валовой внутренний продукт на 2003 составляет 876.230.174,00 реалов (данные: Бразильский институт географии и статистики).
- Валовой внутренний продукт на душу населения на 2003 составляет 12.941,12 реалов (данные: Бразильский институт географии и статистики).
- Индекс развития человеческого потенциала на 2000 составляет 0,831 (данные: Программа развития ООН).

## География
Климат местности: субтропический гумидный. В соответствии с классификацией Кёппена, климат относится к категории Cfa.